# Walter Wunderlich
Walter Wunderlich (* 6. März 1910 in Wien; † 3. November 1998 ebenda) war ein österreichischer Mathematiker und Geometer sowie Hochschullehrer. 1964/65 war er Rektor der Technischen Hochschule Wien.

## Leben
Walter Wunderlich studierte ab 1928 Bauingenieurwesen an der Technischen Hochschule Wien, später Lehramt und legte 1933 seine Lehramtsprüfung erfolgreich ab. 1934 wurde er bei Erwin Kruppa über Über eine affine Verallgemeinerung der Lyonschen Grenzschraubung promoviert und 1940 habilitiert. Im selben Jahr wurde er zum Kriegsdienst eingezogen. Ab 1946 lehrte er wieder an der Technischen Hochschule Wien und 1951 wurde ihm der Titel eines ordentlichen Professor verliehen. 1964/65 war er Rektor der Technischen Hochschule Wien.
1980 wurde er emeritiert, publizierte ab dann bis zu seiner Erblindung 1987 allerdings noch etwa 40 wissenschaftliche Artikel.
Wunderlich beschäftigte sich hauptsächlich mit Geometrie und Kinematik. Sein wissenschaftliches Werk umfasst über 200 Artikel.
Er war seit 1966 korrespondierendes, seit 1971 ordentliches Mitglied der Österreichischen Akademie der Wissenschaften. Darüber hinaus erhielt er zahlreiche Ehrungen, etwa 1965 das Große Goldene Ehrenzeichen für Verdienste um die Republik Österreich, 1978 das Österreichische Ehrenkreuz für Wissenschaft und Kunst I. Klasse und 1991 die Ehrendoktorwürde der TU München.

## Schriften
- Ebene Kinematik. BI Wissenschaftsverlag 1970
- Darstellende Geometrie. 2 Bände, BI Wissenschaftsverlag 1966, 1967